# 台湾保证法
《2020年台灣保證法》，是一部美国法律。為《2021年綜合撥款法》的第FF部第III篇B分篇的別稱。

## 歷史

### 立法過程
《2019年台灣保證法》於2019年3月26日和4月1日分別於美國參、眾兩院由湯姆·卡頓和麥克·麥考爾提出。後者的版本於2019年5月7日獲美國眾議院全票通過。
2020年12月21日，法案條文被納入《2021年綜合撥款法》的第FF部第III篇B分篇，同日獲參、眾兩院通過，此篇另稱為《2020年台灣保證法》。12月27日，由總統唐納·川普簽署生效。

### 修法
2023年3月22日美國國會眾議院以404票支持、7票反對，通過該法修正案《台灣保證實施法案》（Taiwan Assurance Implementation Act），進行了一些文字修正，要求國務卿對與台灣關係的指導原則進行定期審議並每2年更新報告，並加入“指明機會和方案，以取消對台灣關係所自我施加的限制”字樣 。
2025年5月5日美國國會眾議院口頭通過，通過該法修正案《台灣保證實施法案》（Taiwan Assurance Implementation Act H.R. 1512），為 2020 年通過的《臺灣保證法》（Taiwan Assurance Act of 2020）的強化版本。「台灣保證落實法案」要求國務卿定期檢視國務院就與台灣關係的交往準則，包括任何後續相關文件。至少每5年需審查一次，並於審查完成90天內向國會提交報告。

## 條文概要
該法內容支持對台軍售常態化以協助台灣提升自我防衛能力，支持台灣有意義參與國際組織，要求國務卿應針對國務院指導對台關係包括「對台交往準則」等文件進行檢視並更新準則，並就《臺灣旅行法》執行情形及因其執行產生的改變提出報告。